# Venezillo cacahuampilensis
Venezillo cacahuampilensis is een pissebed uit de familie Armadillidae. De wetenschappelijke naam van de soort is voor het eerst geldig gepubliceerd in 1867 door Bilimek.